# Пабло Пас
Пабло Пас (ісп. Pablo Paz, нар. 27 січня 1973, Баїя-Бланка) — аргентинський футболіст, що грав на позиції захисника за низку аргентинських та іспанських команд, а також національну збірну Аргентини.

## Клубна кар'єра
У дорослому футболі дебютував 1992 року виступами за команду «Ньюеллс Олд Бойз», в якій провів три сезони, взявши участь у 35 матчах чемпіонату.
Провівши ще один сезон на батьківщині, граючи за «Банфілд», 1996 року перебрався до Іспанії, де протягом шести сезонів захищав кольори «Тенерифе». На початку 2001 року перебував на перегляді в англійському «Евертоні», який, утім, виявився неуспішним. 
Провівши 2003 року одну гру на батьківщині за  «Індепендьєнте» (Авельянеда), повернувся до Іспанії, де провів один сезон у вищоліговому «Реал Вальядолід», після чого до 2008 року грав за низку нижчолігових команд.

## Виступи за збірну
На Олімпіаді-1996 став у складі аргентинської команди срібним олімпійським призером.
Того ж 1996 року дебютував в офіційних матчах у складі національної збірної Аргентини. Протягом кар'єри у національній команді, яка тривала 3 роки, провів у її формі 14 матчів, забивши 1 гол.
У складі збірної був учасником чемпіонату світу 1998 року у Франції, де виходив на поле в одній грі групового етапу, яка стала для нього останньою у футболці збірної.

## Титули і досягнення
- Переможець Панамериканських ігор: 1995
- Срібний олімпійський призер: 1996